# 梅里尼亚
梅里尼亚（法語：Mérignat，法語發音：[meʁiɲa]）是法国东部安省的一个市镇，属于楠蒂阿区。

## 地理
梅里尼亚（46°4'10"N, 5°26'12"E）面积3.17 平方千米，位于法国奥弗涅-罗讷-阿尔卑斯大区安省，该省份为法国东部省份，北起汝拉省，西北接索恩-卢瓦尔省，西接罗讷省和里昂大都会，南至伊泽尔省，东与萨瓦省、上萨瓦省和瑞士接壤。
与梅里尼亚接壤的市镇（或旧市镇、城区）包括：布瓦约-圣热罗姆、塞尔东、瑞瑞里约、蓬桑。

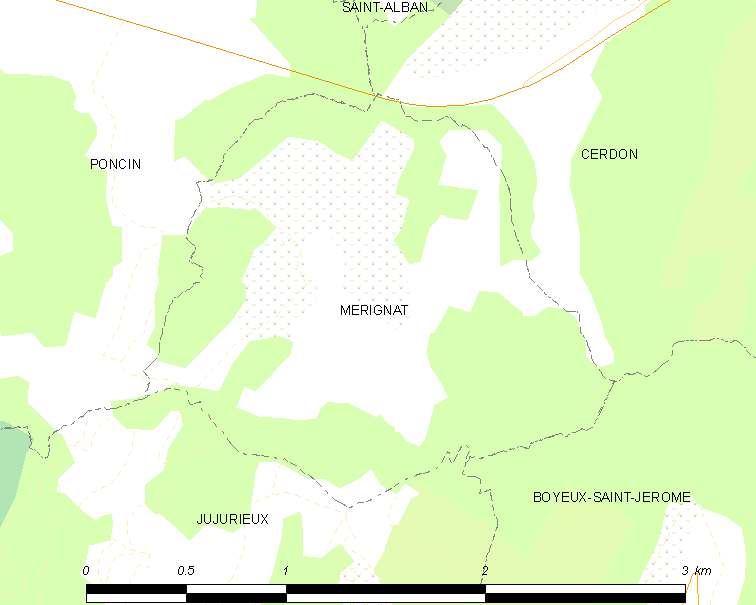
梅里尼亚的OSM定位图

梅里尼亚的时区为UTC+01:00、UTC+02:00（夏令时）。

## 行政
梅里尼亚的邮政编码为01450，INSEE市镇编码为01242。

## 政治
梅里尼亚所属的省级选区为蓬丹县。

## 人口

1962-2008年间梅里尼亚人口变化图示

梅里尼亚于2022年1月1日时的人口数量为133人。